# Cuisine de Nagoya
La cuisine de Nagoya (名古屋めし, Nagoya meshi) est une cuisine régionale japonaise de la ville de Nagoya et de la région environnante, située au centre du Japon.
En raison des différences de culture, de climat, d'ingrédients (notamment les légumes) et des relations historiques avec les autres régions, la cuisine de Nagoya possède des caractéristiques uniques.

## Plats traditionnels
- Hitsumabushi : plat de riz avec de l'unagi dans un conteneur en bois avec un couvercle. Ce plat est apprécié de trois façons : soit comme un unagidon, soit avec des épices, soit comme un ochazuke.
- Kishimen : plat de nouilles udon trempées dans une soupe légère de sauce soja et de poireaux émincés (ou autre légume). Il peut être consommé froid ou chaud.
- Miso rouge : plusieurs plats utilisent du miso rouge, tels que le katsu au miso (escalope de porc avec de la sauce miso sucrée)[1], le nikomi udon au miso (nouilles udon mijotées dans de la soupe miso), l'oden au miso (sorte de pot-au-feu japonais), et le dote nabe (nabe au miso avec de la viande et des légumes).
- Moriguchi : radis blanc mariné. Le radis, qui mesure environ un mètre et demi de long et deux centimètres de diamètre[2], marine dans des tonneaux de saké et autres assaisonnements. Les radis sont tellement longs qu'il faut les enrouler autour de la paroi intérieure du tonneau, les uns au-dessus des autres.
- Nagoya kōchin : une race spéciale de poulet fermier qui a été croisée entre un poulet de Nagoya et une poule cochin. Sa chair est tendre et juteuse, et ne possède pas un fumet très fort.
- Tebasaki : ailes de poulet marinées dans une sauce sucrée avec des graines de sésame. Le tebasaki est un type de yakitori[3].
- Tenmusu : onigiri enveloppé dans des algues nori avec des beignets tenpura au centre[4]. Ce plat est originaire de Tsu et est devenu populaire à Nagoya.
- Toriwasa : sashimi à base de poulet de Nagoya. On utilise la chair, le foie, le cœur et le gésier pour faire ce plat.
- Uirō : boulette de riz préparée en mélangeant de la farine de riz avec du sucre et en faisant cuire à la vapeur la préparation obtenue. On dit que le nom de ce plat vient d'un médicament chinois qui avait la même couleur. On suppose que ce médicament a été introduit par des vendeurs de médicaments chinois au Japon avant le XVe siècle.

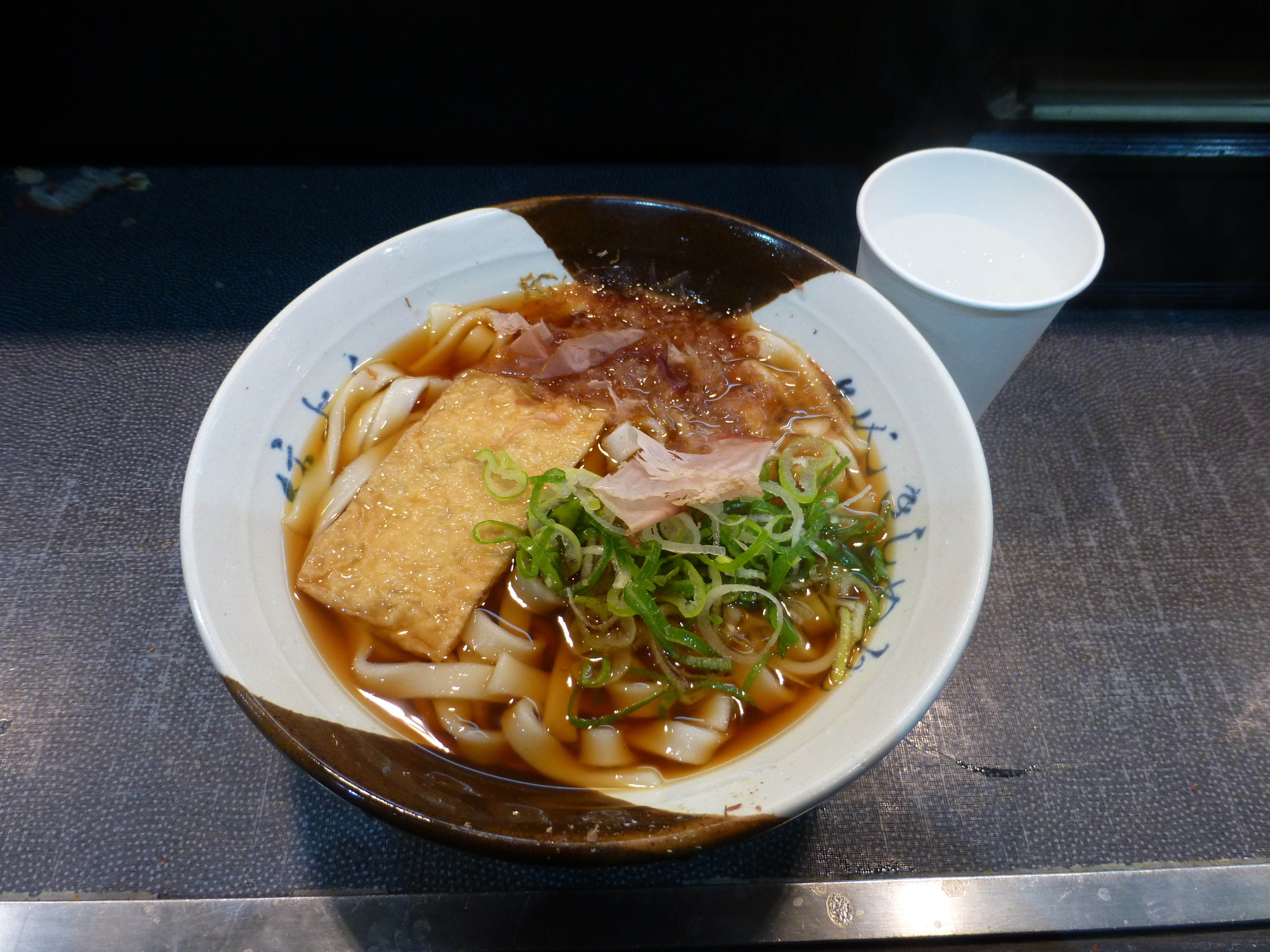
Soupe de nouilles kishimen.
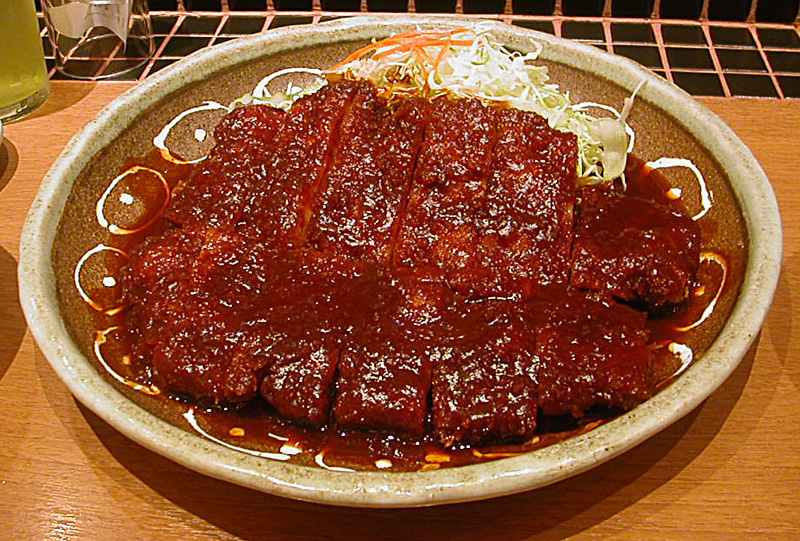
Katsu au miso.
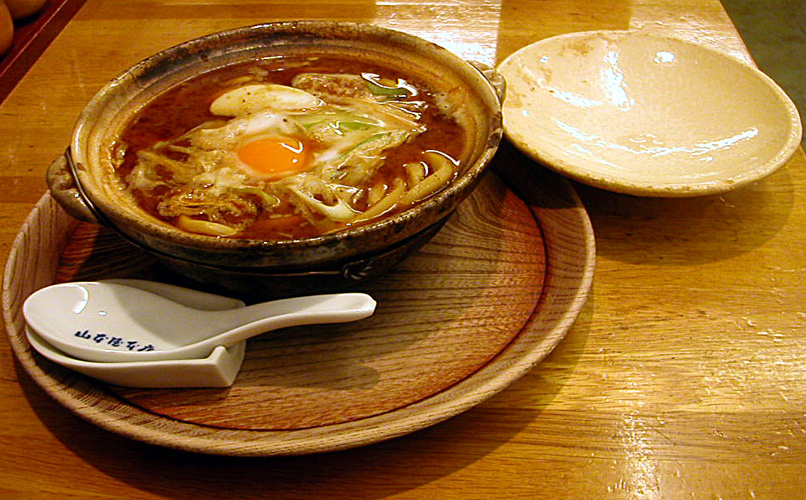
Nikomi udon au miso.
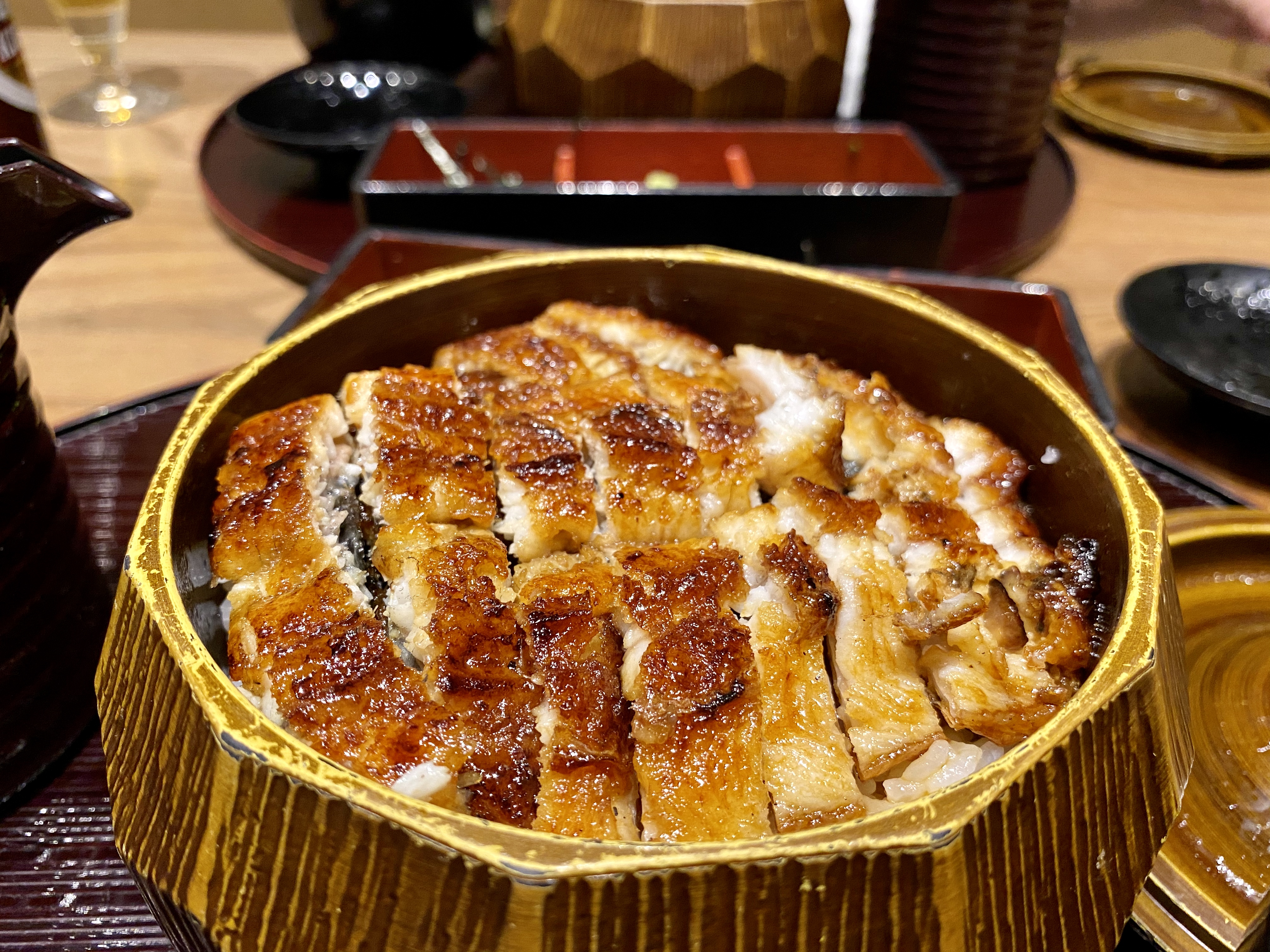
Hitsumabushi.
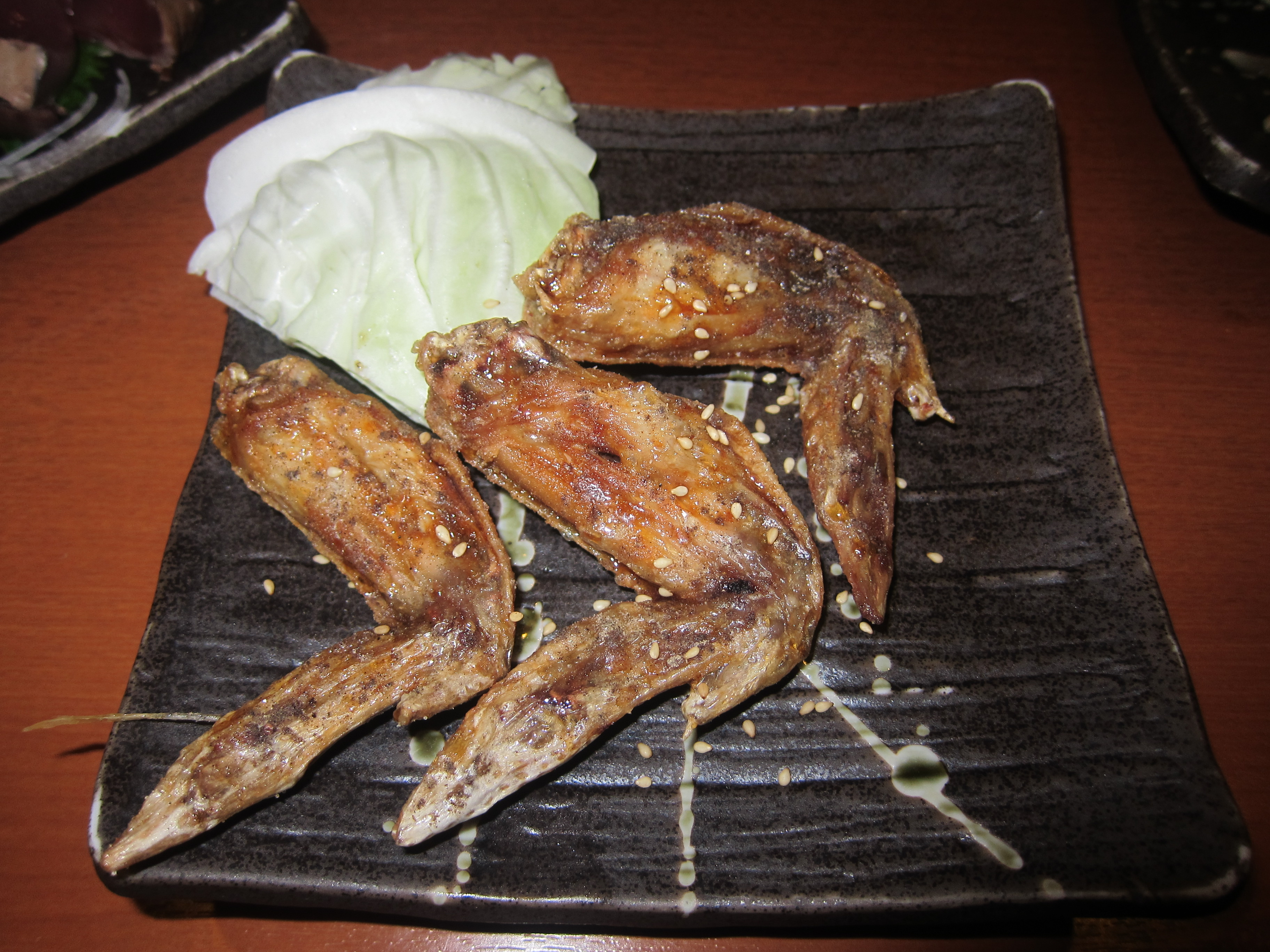
Tebasaki.
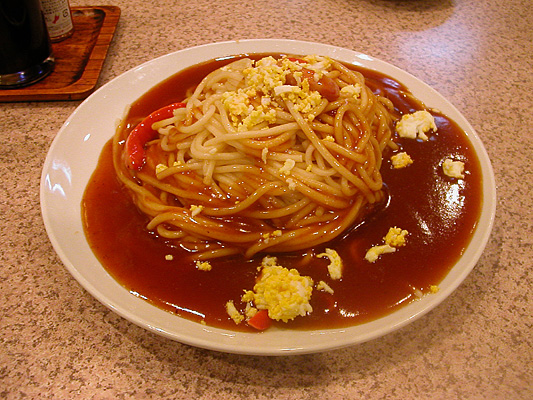
Spaghetti ankake.
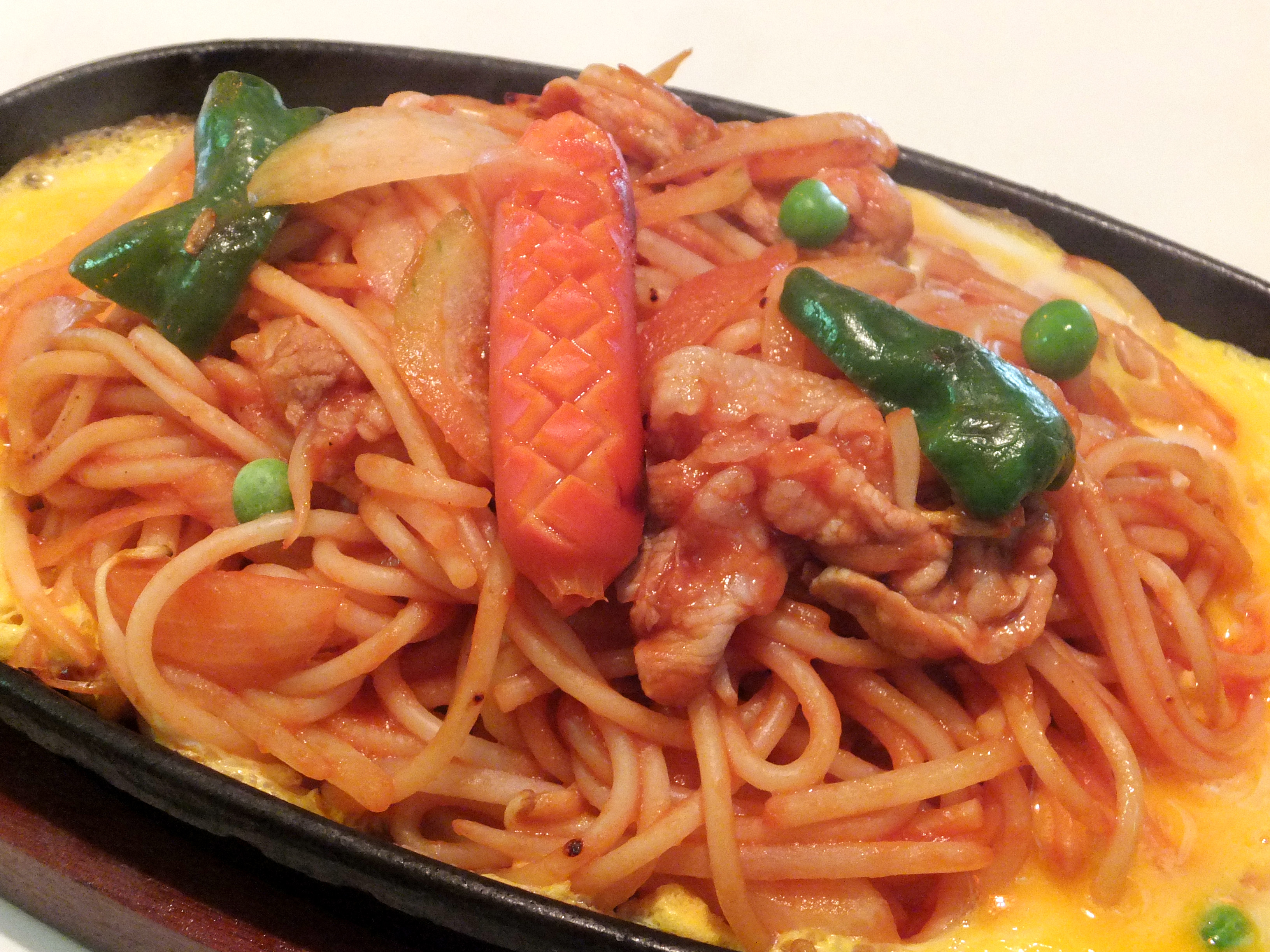
Spaghetti teppan.
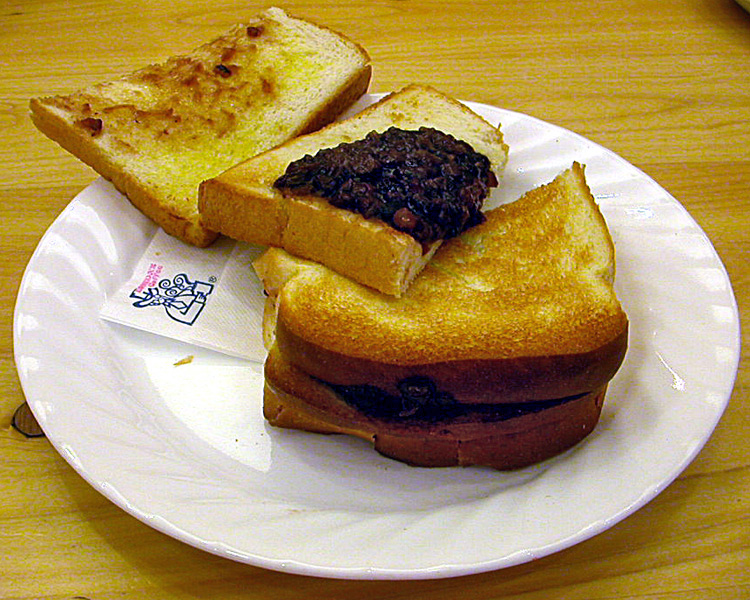
Toasts ogura.
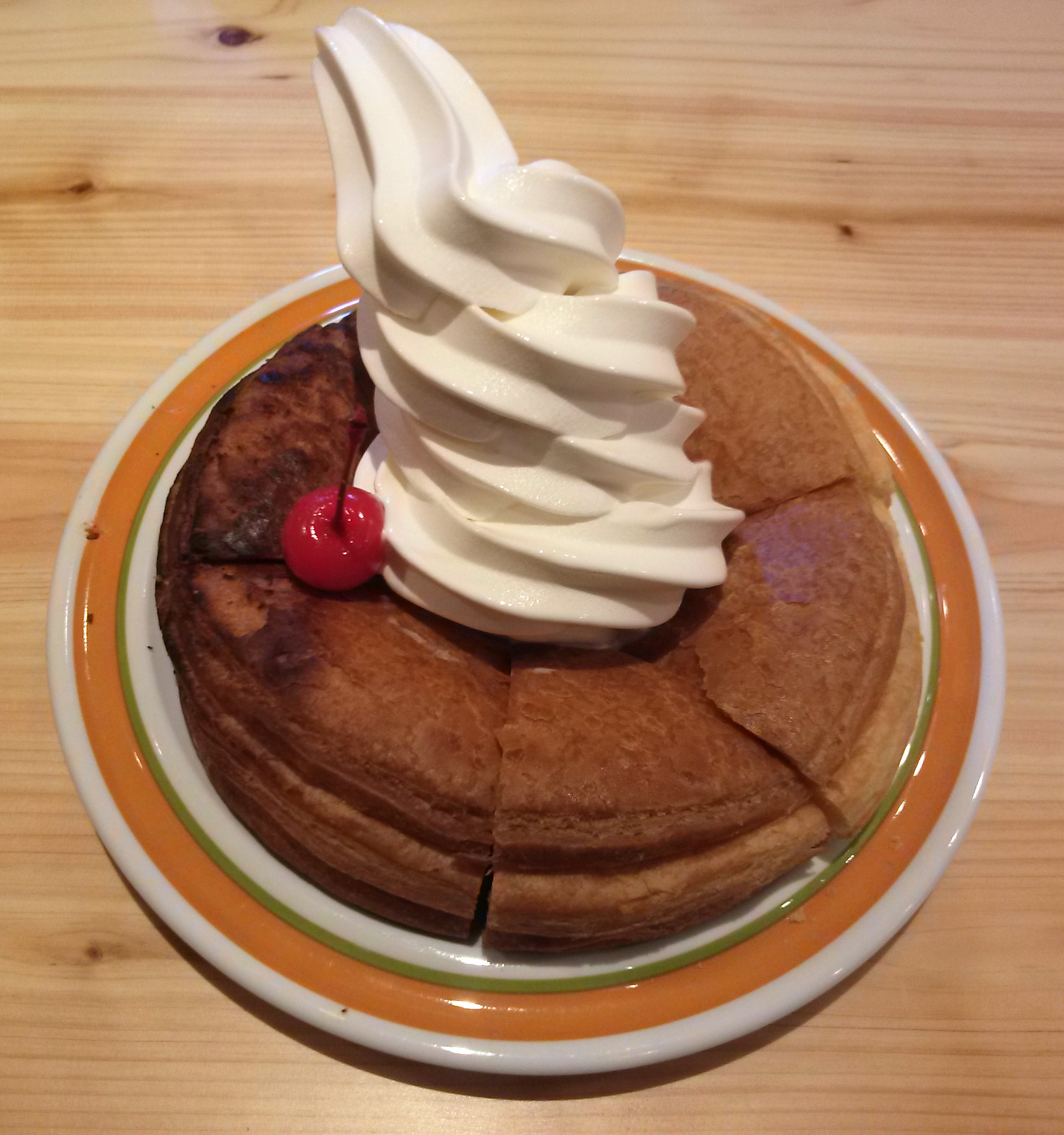
Shiro noir.
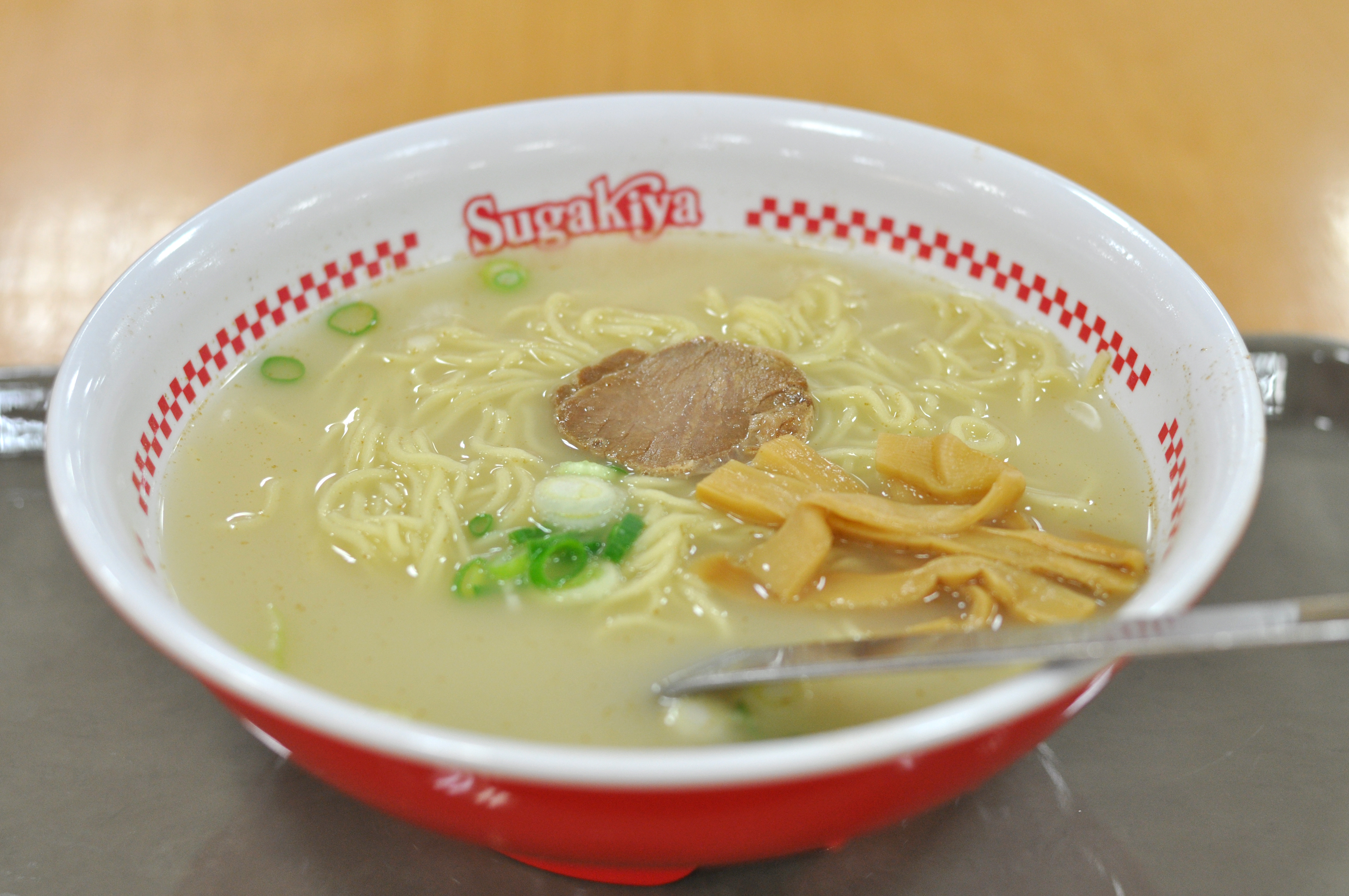
Ramen sugakiya.
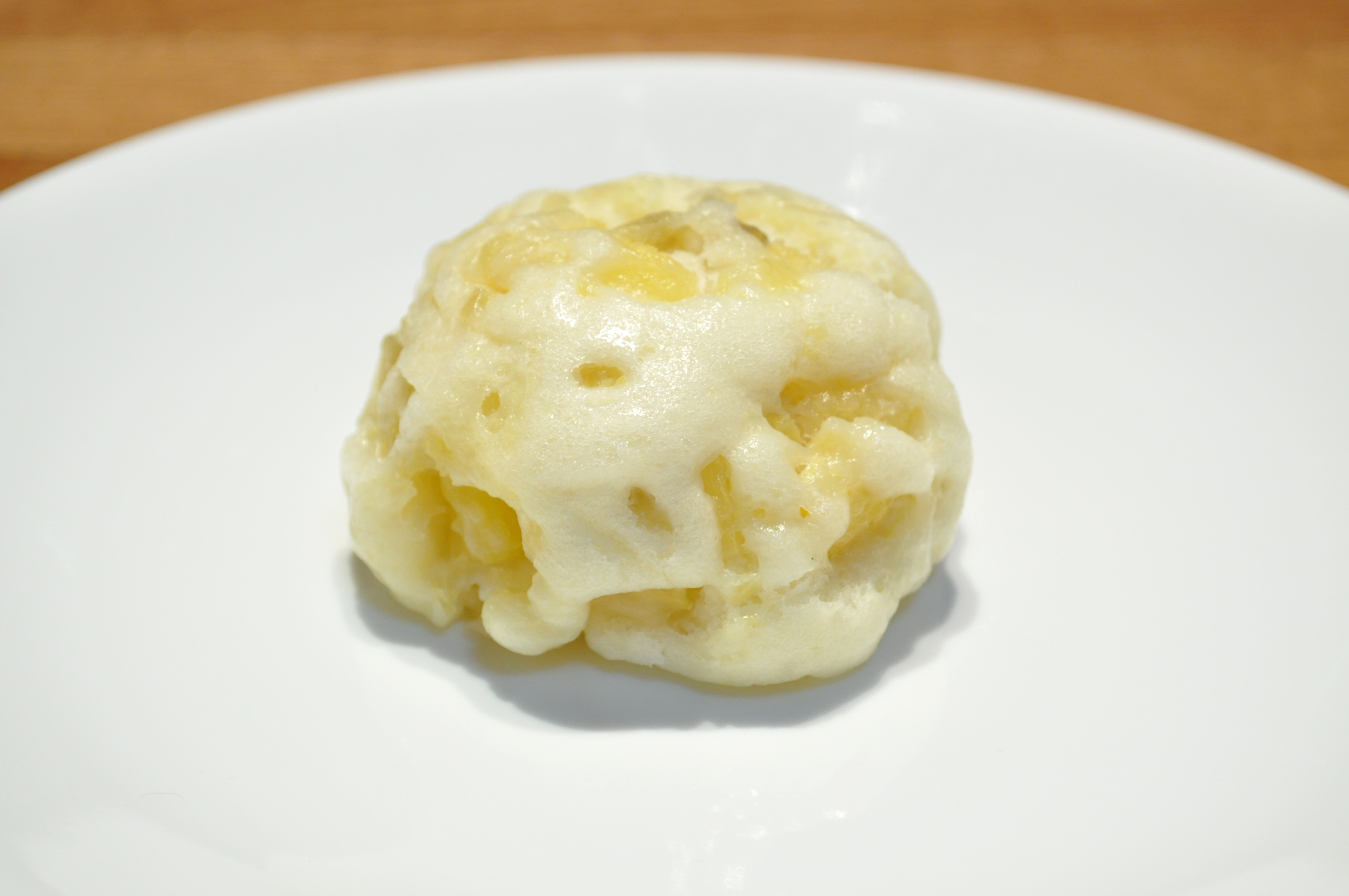
Onimanju.
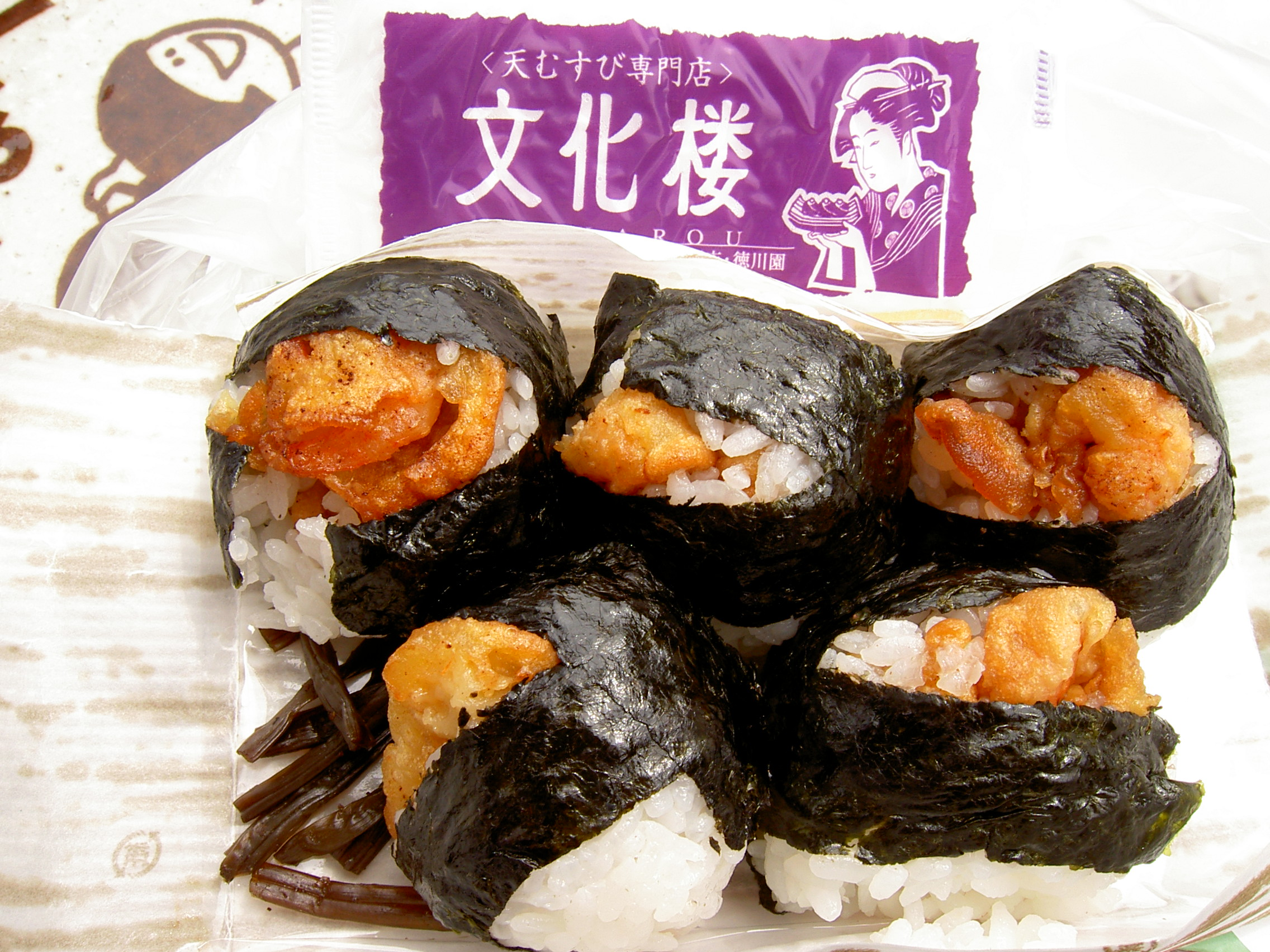
Tenmusu.